# Katowice

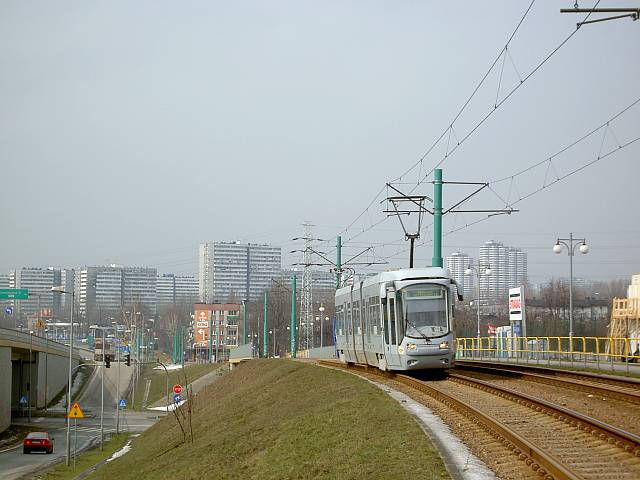
Tramvai în Katowice

Katowice (pronunție în poloneză [katɔvʲit͡sɛ] ⓘ; în germană Kattowitz) este capitala Voievodatului Silezia din Polonia. Are o populație de 329.600 locuitori (2002) și o suprafață de 164,6 km². Katowice a fost fondat în secolul XVI și a primit statut de oraș în 1865.

## Personalități
- Hans Sachs (serolog)⁠(en)[traduceți] (1877-1945), medic;
- Hans Bellmer (1902–1975), fotograf suprarealist;
- Henryk M. Broder, jurnalist
- Maria Goeppert-Mayer (1906–1972), fiziciană, laureată Nobel;
- Kurt Goldstein, neurolog
- Jerzy Kukuczka
- Kazimierz Kutz
- Franz Leopold Neumann
- Michał Cholewa (n. 1980), scriitor.